# Osiedle Czarkowo
Osiedle Czarkowo – osiedle Zielonej Góry, położone w północnej części miasta. 
Czarkowo jest jednym z najmłodszych osiedli mieszkaniowych w Zielonej Górze, tereny te do 31 grudnia 2014 były częścią wsi Łężyca. Obecnie osiedle znajduje się w granicach administracyjnych miasta. W zachodniej części osiedla powstają budynki wielorodzinne, w południowej jednorodzinne.
2 września 2024 na osiedlu Czarkowo rozpoczęła działalność Szkoła Filialna z oddziałami przedszkolnymi Szkoły Podstawowej nr 26 w Zielonej Górze.

## Ulice na osiedlu
- Łężyca-Apartamentowa
- Łężyca-Architektów
- Łężyca-Budowlanych
- Łężyca-Ceglana
- Łężyca-Ciesielska
- Łężyca-Czeremchowa
- Łężyca-Geodetów
- Łężyca-Geologów
- Łężyca-Inwestycyjna
- Łężyca-Inżynierska
- Łężyca-Murarska
- Łężyca-Odrzańska
- Łężyca-Urbanistów